# Calyptranthes polysticta
Calyptranthes polysticta är en myrtenväxtart som beskrevs av Ignatz Urban. Calyptranthes polysticta ingår i släktet Calyptranthes och familjen myrtenväxter. Inga underarter finns listade i Catalogue of Life.